# Helice (género)
Helice es un género de cangrejos, que comprende cuatro especies:
- Helice formosensis Rathbun, 1931
- Helice latimera Parisi, 1918
- Helice tientsinensis Rathbun, 1931
- Helice tridens De Haan, 1835